# Fleckertshöhe
Die Fleckertshöhe ist ein 529,8 m ü. NHN hoher Berg im vorderen Hunsrück. Südwestlich des Berges befindet sich seit 1844 ein gleichnamiger Luftkurort, der heute zum Ortsbezirk Weiler der Stadt Boppard gehört. Der Berg und der kleine Ort liegen am Rand des Welterbes Kulturlandschaft Oberes Mittelrheintal. Die A 61 ist nur 500 m entfernt, und es existiert ein Bahnhaltepunkt an der Hunsrückbahn. Auf dem Berg befindet sich der 121 Meter hohe Sender Boppard-Fleckertshöhe.

## Umgebung
Am Ostrand führt ein Rundwanderweg vorbei, der sich «Traumschleife Fünfseenblick» nennt. Dieser erreicht seinen höchsten Punkt am Rheingoldblick, etwas weiter nördlich – am Hochlei – steht der Aussichtsturm «Fünf-Seen-Blick», von wo man allerdings nicht fünf Seen, sondern Teile des Rheins sieht.

## Verkehrsanbindung
In einer Entfernung von ca. 2,5 km nordwestlich außerhalb der Ortslage befindet sich eine Haltepunkt der Bahnstrecke Boppard-Emmelshausen, welcher durch die Linie RB37 nach dem Rheinland-Pfalz-Takt betrieben wird.

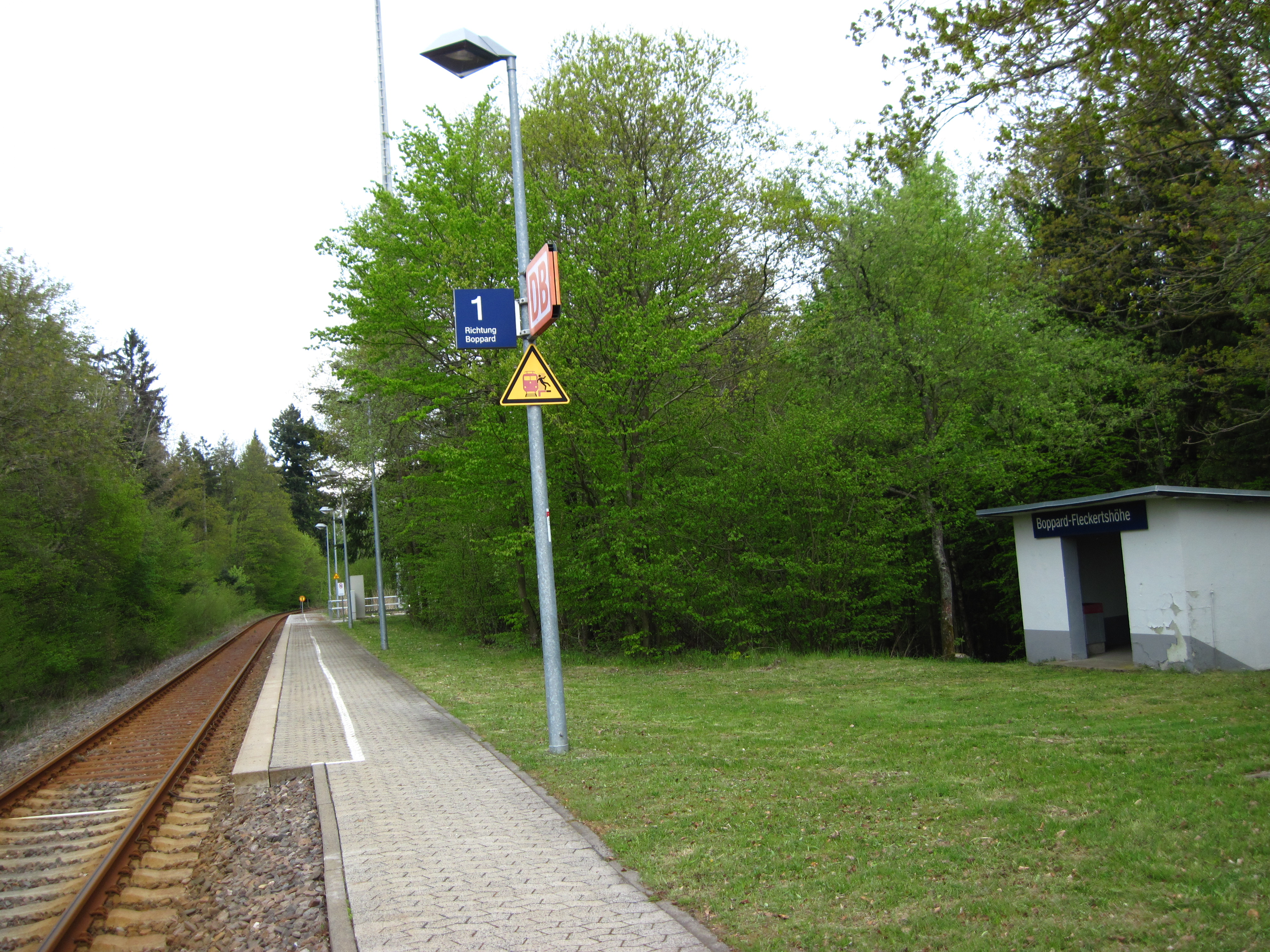